# Diapriinae

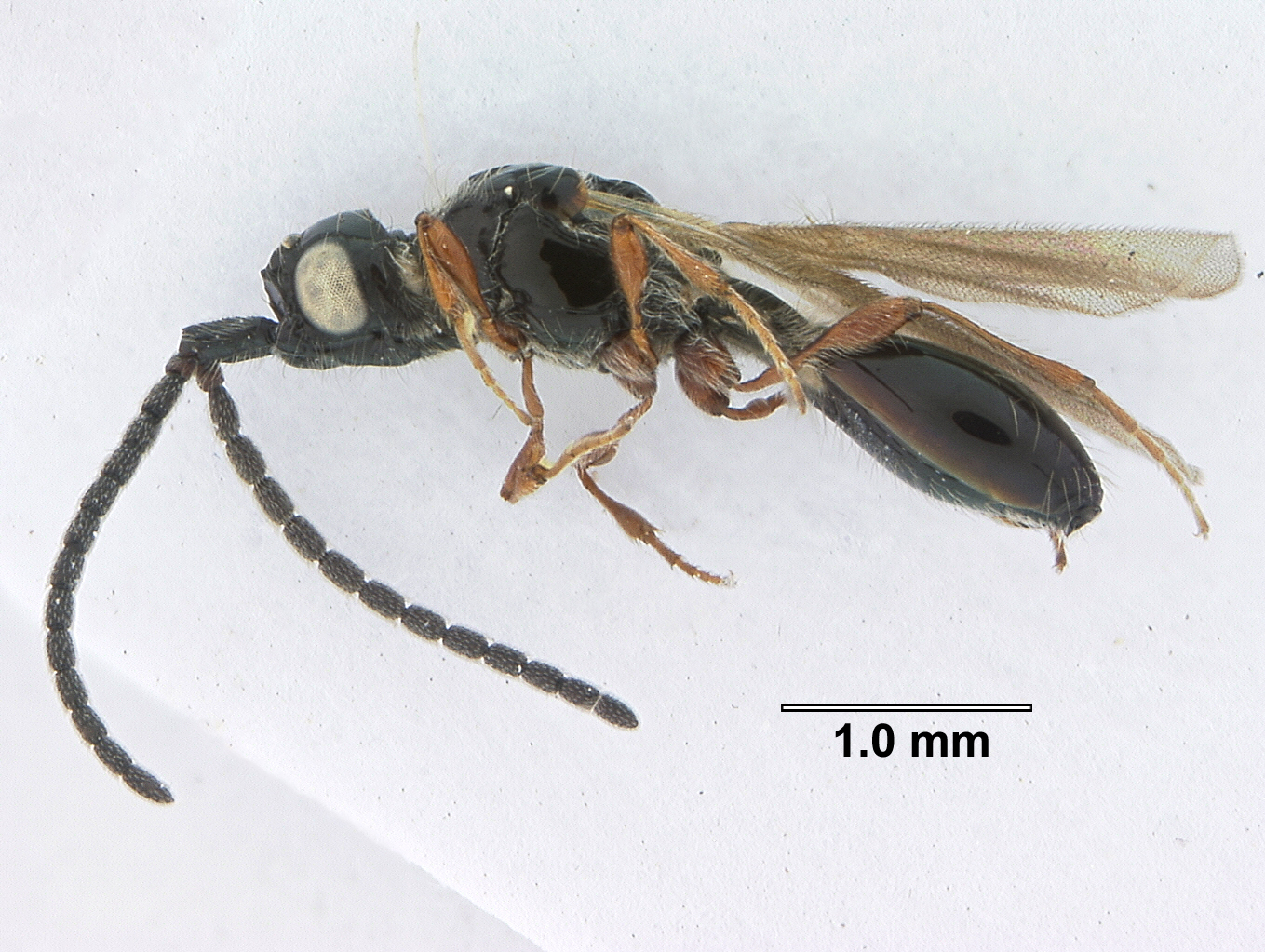
Coptera

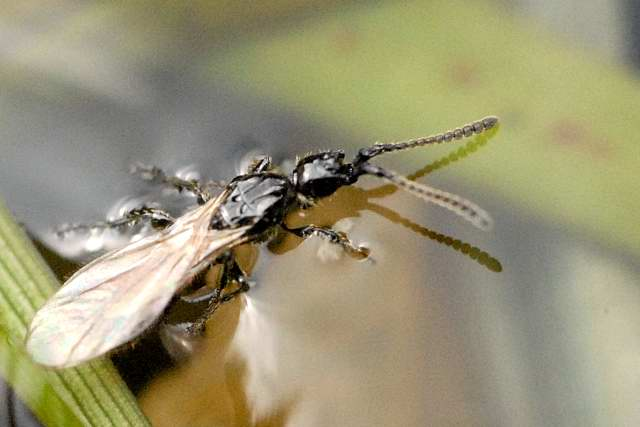
Spilomicrus stigmaticalis

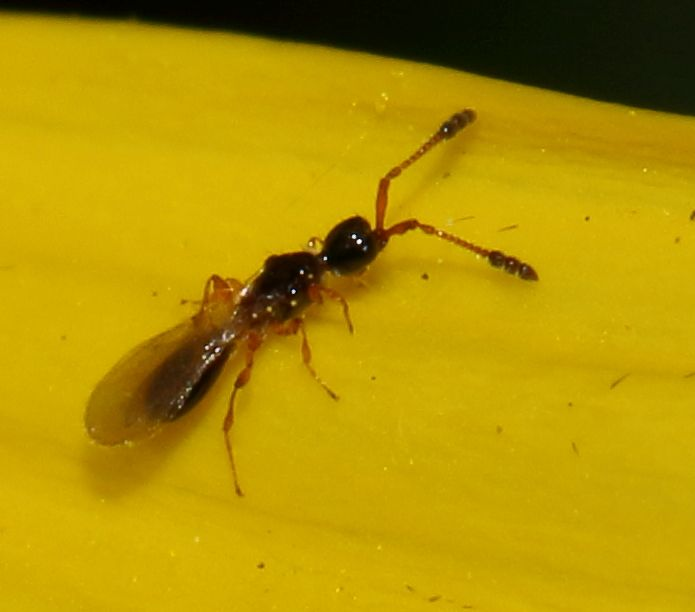
Basalys

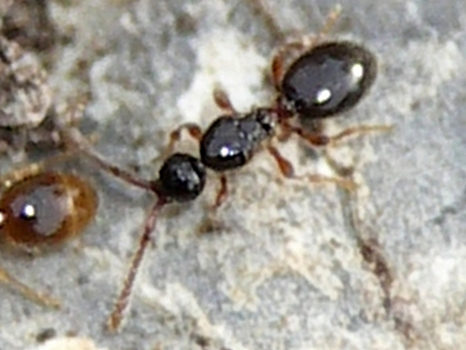
Solenopsia imitatrix

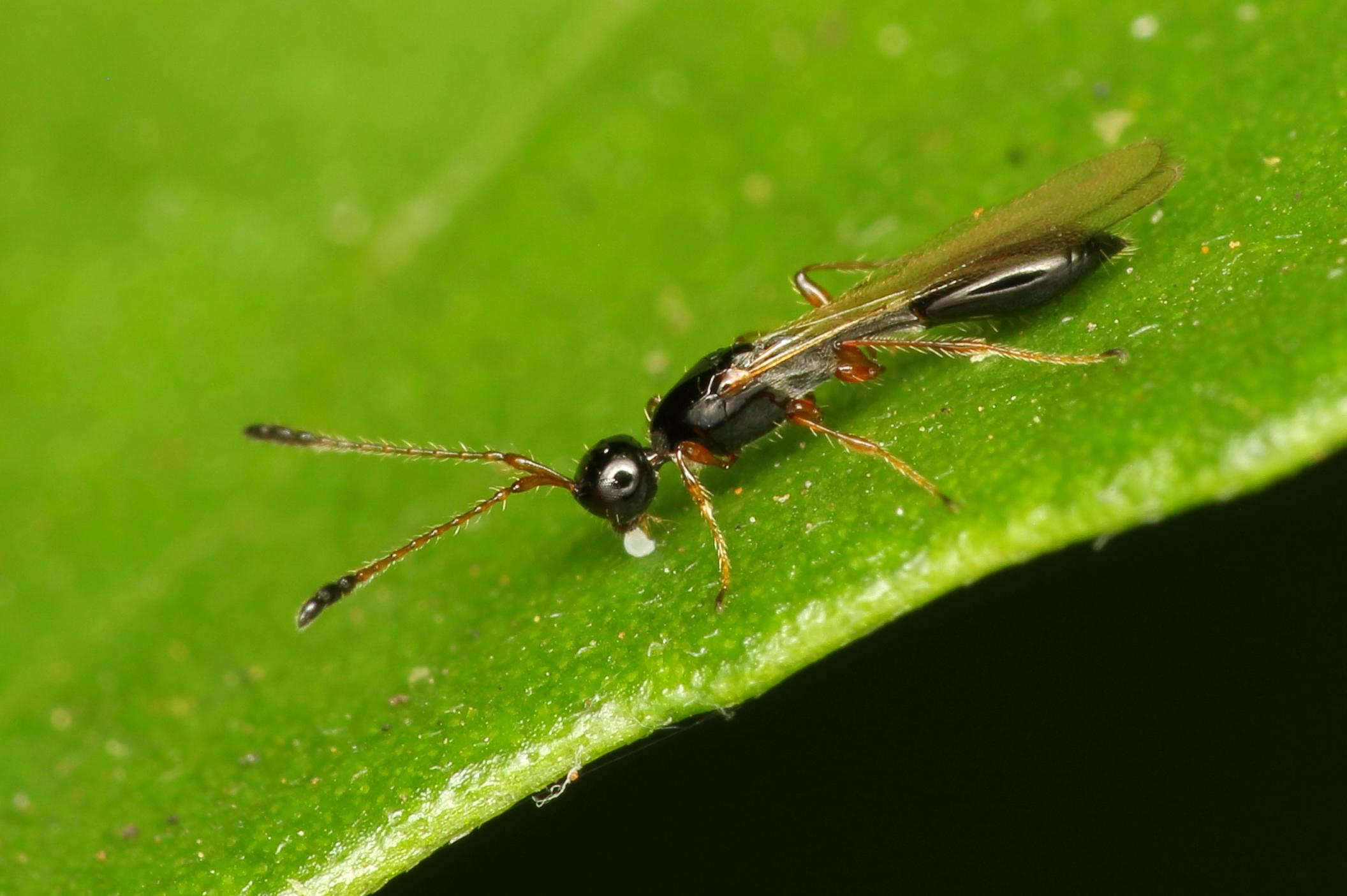
Trichopria

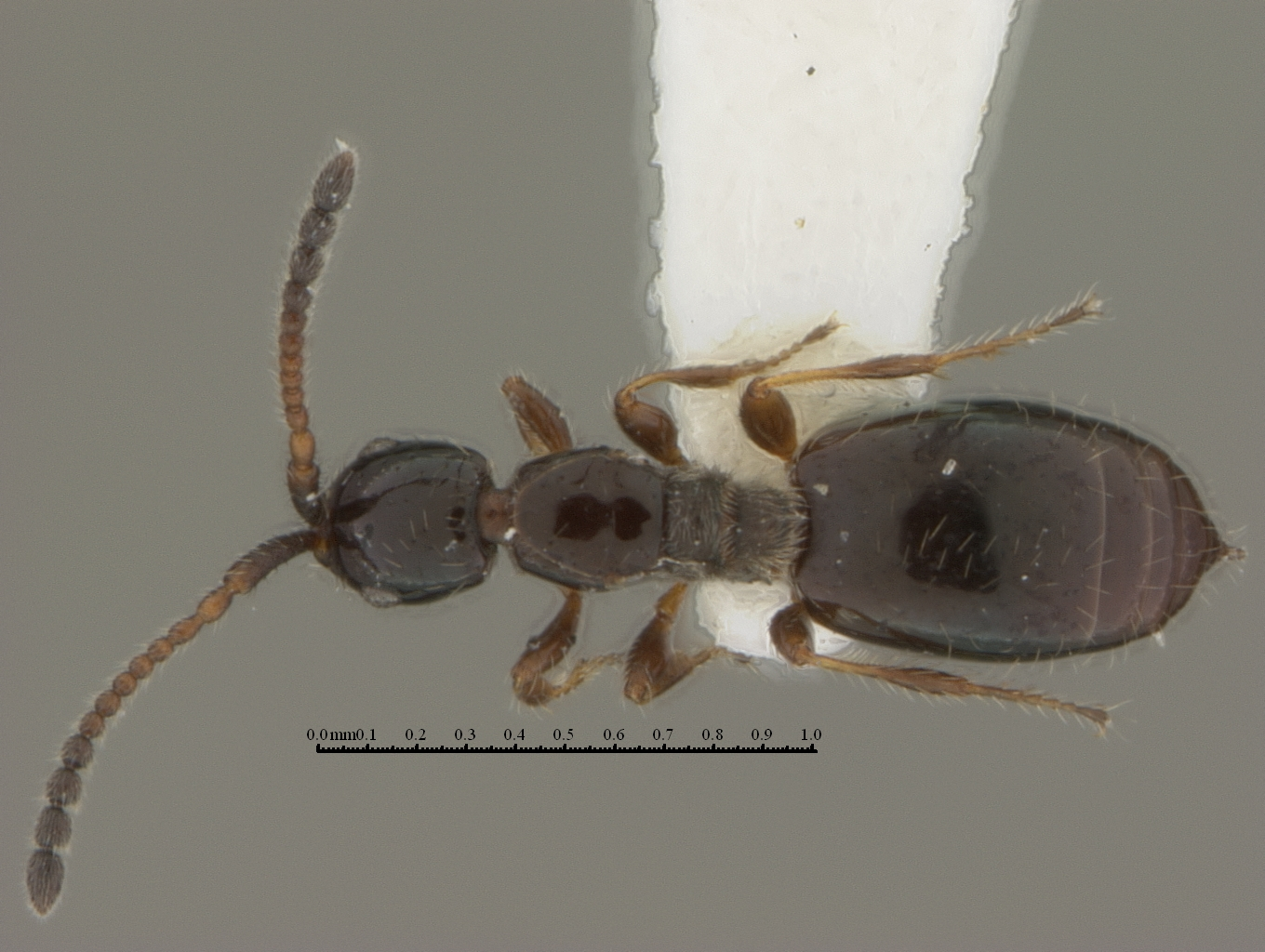
Platymischus dilatatus

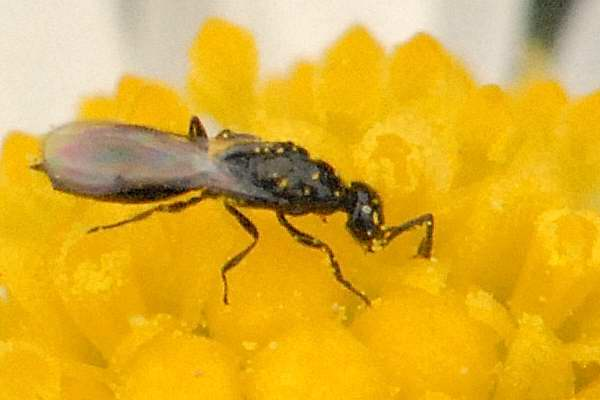
Paramesius bifoveatus

Diapriinae – podrodzina błonkówek z infrarzędu owadziarek i rodziny Diapriidae.

## Morfologia
Błonkówki drobnych rozmiarów. Czułki samców są nitkowate, często porośnięte długimi włoskami lub szczecinkami, o biczyku zbudowanym z jedenastu lub dwunastu członów, z których drugi jest zmodyfikowany. U samic czułki mają biczyk złożony z dziesięciu lub jedenastu członów, ku szczytowi pogrubiony, czasem nawet mocno maczugowaty. Skrzydło przednie cechuje się użyłkowaniem zredukowanym, niemal niewidocznym, a nawet całkiem zanikłym, o niezamkniętej komórce radialnej. Metasoma u bardziej prymitywnych grup ma drugi tergit w postaci pojedynczej, dużej płytki. U pozostałych drugi tergit zlany jest z trzecim w syntergum.

## Ekologia i występowanie
Większość gatunków to wewnętrzne parazytoidy larw i poczwarek muchówek z takich rodzin jak bąkowate, lwinkowate, bzygowate, muchowate, śmietkowate, rączycowate, plujkowate, ścierwicowate, niezmiarkowate i nasionnicowate. Spotkać można wśród Diapriinae również parazytoidy innych owadów, np. chrząszczy z nadrodziny kusaków czy błonkówek z rodziny mrówkowatych.
Podrodzina kosmopolityczna, znana nawet z wysp subantarktycznych. 

## Taksonomia
Do podrodziny tej zalicza się ponad sto opisanych rodzajów:
- Abothropria Kieffer, 1913
- Acathopria Ashmead, 1895
- Adelioneiva Fischer, 1940
- Aneurhynchus Westwood, 1832
- Aneuropria Kieffer, 1905
- Antarctopria Brues in Tillyard, 1920
- Antipapria Fabritius, 1968
- Antropria Kieffer, 1910
- Asolenopsia Kieffer, 1921
- Atomopria Kieffer, 1911
- Aulacopria Kieffer, 1905
- Aulatopria Brethes, 1927
- Austropria Masner, 1969
- Auxopaedeutes Brues, 1903
- Bactropria Kieffer, 1910
- Bakeria Kieffer, 1905
- Basalopria Fabritius, 1968
- Basalys Westwood, 1833
- Bothriopria Kieffer, 1905
- Brinckopria Sundholm, 1970
- Bruchopria Kieffer, 1921
- Bruesopria Wing, 1951
- Calogalesus Kieffer, 1912
- Cardiopria Dodd, 1915
- Cerapsilon Haliday in Curtis, 1829
- Claudivania Huggert, 1982
- Clinopria Kieffer, 1905
- Coecopria Masner, 1969
- Coelopria Kieffer, 1910
- Coenopria Kieffer, 1905
- Coptera Say, 1836
- Cyanthopria Kieffer, 1909
- Diapria Latreille, 1796
- Digalesus Kieffer, 1914
- Dilobopria Kieffer, 1914
- Dolichopria Kieffer, 1910
- Doliopria Kieffer, 1910
- Ecitovagus Masner, 1977
- Entomacis Förster, 1856
- Erasikea Szabo, 1961
- Eunuchopria Szabo, 1961
- Euplacopria Ferriere, 1929
- Ferrieropria Sundholm, 1964
- Foeldia Szabo, 1974
- Galesimorpha Brues, 1910
- Geodiapria Kieffer, 1910
- Gymnopria Loiacono, 1987
- Hemigalesus Kieffer, 1913
- Hemilexomyia Dodd, 1920
- Heteropria Kieffer, 1905
- Hexapria Kieffer, 1905
- Hoplopria Ashmead, 1893
- Idiotypa Förster, 1856
- Labidopria Wasmann, 1925
- Labolips Förster, 1856
- Leaiopria Dodd, 1915
- Ledouxopria Risbec, 1953
- Lepidopria Kieffer, 1911
- Linkiola Kieffer, 1910
- Lophopria Kieffer, 1910
- Malvina Cameron, 1889
- Mantara Dodd, 1920
- Martinica Risbec, 1950
- Megaplastopria Ashmead, 1903
- Microgalesus Kieffer, 1912
- Mimopria Holmgren, 1908
- Mitropria Ogloblin, 1958
- Monelata Förster, 1856
- Myrmecopria Ashmead, 1893
- Neivapria Borgmeier, 1939
- Neurogalesus Kieffer, 1907
- Notoxoides Ashmead, 1903
- Odontopria Kieffer, 1905
- Oxypria Kieffer, 1908
- Paramesius Westwood, 1832
- Paraspilomicrus Johnston et Tiegs, 1922
- Pentapria Kieffer, 1905
- Philolestoides Ferriere, 1929
- Plagiopria Huggert et Masner, 1983
- Platymischoides Ashmead, 1901
- Platymischus Westwood, 1832
- Pleuropria Kieffer, 1910
- Poecilopsilus Ogloblin, 1955
- Polydiapria Dodd, 1915
- Propentapria Dodd, 1915
- Prospilomicrus Kieffer, 1910
- Psilopria Kieffer, 1905
- Rhynchopria Kieffer, 1910
- Rostropria Early et Neumann, 1990
- Scapopria Kieffer, 1913
- Solenopsia Wasmann, 1899
- Solenopsiella Dodd, 1915
- Spilomicrinus Ogloblin, 1957
- Spilomicrus Westwood, 1832
- Stylopria Kieffer, 1914
- Symphytopria Kieffer, 1910
- Szelenyiopria Fabritius, 1974
- Szelenyisca Masner, 1974
- Termitopria Muesebeck, 1965
- Tetramopria Wasmann, 1899
- Townsella Huggert et Masner, 1983
- Trichopria Ashmead, 1893
- Valia Alekseev, 1979
- Viennopria Jansson, 1953
- Xanthopria Brues, 1915
- Xyalopria Kieffer, 1907
- Zacranium Ashmead, 1901